# El Parc del Pescador
El Parc del Pescador är en park i Spanien.   Den ligger i provinsen Província de Tarragona och regionen Katalonien, i den östra delen av landet, 400 km öster om huvudstaden Madrid. El Parc del Pescador ligger 10 meter över havet.
Terrängen runt El Parc del Pescador är platt. Havet är nära El Parc del Pescador åt sydost.  Närmaste större samhälle är Tarragonès, 17,0 km öster om El Parc del Pescador. 